# 黄汉伟
黄汉伟（1973年3月1日—），马来西亚政治人物，民主行动党籍，现任槟城州立法议会垄尾州议员兼行政议员。曾经为马来西亚槟城升旗山国会议员、槟城州立法议会亚依淡议员兼行政议员。

## 个人背景
黄汉伟，1973年出生于槟城州亚依淡，幼年居住在打枪埔组屋区。中学时就读于槟城锺灵国民型华文中学主修理科，随后在马来西亚国立大学获得电脑科学学士学位，并在马来亚大学取得法学学士学位。
1997年至2006年，黄汉伟在槟城峇六拜工业区的跨国公司担任系统工程师，积累了丰富的技术与管理经验。2007年至2008年，他转而成为一名马来亚高等法庭的执业律师。
自2008年起，黄汉伟全职投入公共服务与政治工作为民服务。他热爱阅读，曾担任乔治市世界遗产机构的董事，并对乔治市路名颇有研究。

## 政治生涯
2008年马来西亚大选后，黄汉伟胜出并担任阿依淡区州议员，一直服务当地居民直至2018年。此外，2008年行动党胜选并组织槟城州政府，黄汉伟受委成为行政议员，掌管槟州房屋委员会，2009年，林冠英将州行政议会的艺术发展事务交由其掌管，并兼任州博物馆机构的主席。黄汉伟也因此作为掌管城乡策划、房屋及艺术事务的槟州行政议员直到2013年。2014年3月24日，黄汉伟受委担任槟州首席部长林冠英政治秘书一职直至2018年。
2018年马来西亚大选，行动党的候选人黄汉伟获5万零49票当选升旗山国会议员，以4万零731多数票获胜。黄汉伟也在2018年8月13日成为国会公共账目委员会的委员之一。2021年7月15日，黄汉伟受委成为国会防贪腐特别委员会的委员之一。接着，2022年4月14日，行动党升旗山国会议员黄汉伟亦受委为行动党国会国防发言人。随后，2022年5月9日，黄汉伟受委成为马来西亚国会难民政策特别委员会的委员之一。
2023年1月2日，民主行动党槟州秘书林慧英宣布，委任黄汉伟为槟州选举竞选主任。同年8月12日，黄汉伟以槟州史上最高的多数票，既3万6802张多数票成功拿下垄尾州议席。8月16日，出任槟城州行政议员，掌管旅游及创意经济。

## 选举成绩
| 年份 | 选区           | 候选人 | 候选人               | 得票数 | 得票率 | 竞选对手               | 竞选对手         | 得票数 | 得票率 | 总票数 | 多数票 | 投票率 |
| ---- | -------------- | ------ | -------------------- | ------ | ------ | ---------------------- | ---------------- | ------ | ------ | ------ | ------ | ------ |
| 2018 | 檳城 P048 丹绒 |        | 黄汉伟（民主行动党） | 50,049 | 83.83% |                        | 杨锦成（民政党） | 9,318  | 15.61% | 60,429 | 40,731 | 80.50% |
| 2018 | 檳城 P048 丹绒 |        | 黄汉伟（民主行动党） | 50,049 | 83.83% | 陈胤黇（槟国民团结党） | 339              | 0.57%  |        | 60,429 | 40,731 | 80.50% |

| 年份 | 选区       | 候选人 | 候选人               | 得票数 | 得票率 | 竞选对手 | 竞选对手         | 得票数 | 得票率 | 总票数 | 多数票 | 投票率 |
| ---- | ---------- | ------ | -------------------- | ------ | ------ | -------- | ---------------- | ------ | ------ | ------ | ------ | ------ |
| 2008 | N33 亚依淡 |        | 黄汉伟（民主行动党） | 7,401  | 61.30% |          | 章志伟（民政党） | 4,674  | 38.70% | 12,260 | 2,727  | 73.30% |
| 2013 | N33 亚依淡 |        | 黄汉伟（民主行动党） | 11,308 | 73.90% |          | 卢界燊（民政党） | 3,992  | 26.10% | 15,524 | 7,316  | 84.30% |
| 2023 | N34 垄尾   |        | 黄汉伟（民主行动党） | 40,530 | 91.58% |          | 黄义恩（民政党） | 3,728  | 8.42%  | 44,258 | 36,802 | 70.55% |